# Geissorhiza burchellii
Geissorhiza burchellii är en irisväxtart som beskrevs av Robert Crichton Foster. Geissorhiza burchellii ingår i släktet Geissorhiza och familjen irisväxter. Inga underarter finns listade i Catalogue of Life.